# Niezwykły dzień panny Pettigrew

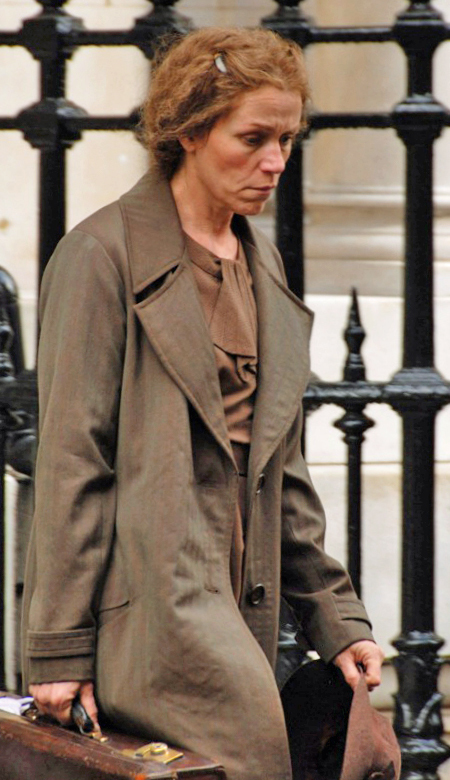
Frances McDormand na planie filmu

Niezwykły dzień panny Pettigrew (oryg. Miss Pettigrew Lives for a Day) – amerykańsko-brytyjski komediodramat z 2008 roku w reżyserii Bharata Nalluriego na podstawie powieści Winifred Watson.

## Opis fabuły
Guinevere Pettigrew zatrudnia się do pomocy pannie Lafosse; pierwszy dzień obfituje w liczne problemy. Pettigrew zostaje przez swoją pracodawczynię wciągnięta w świat nocnych klubów i kabaretu. Musi także pomóc w rozwiązaniu kilku problemów miłosnych.

## Obsada
- Frances McDormand − Guinevere Pettigrew
- Amy Adams − Delysia Lafosse
- Lee Pace − Michael Pardue
- Tom Payne − Phil Goldman
- Mark Strong − Nick Calderelli
- Ciarán Hinds − Joe Blomfield
- Shirley Henderson − Edythe Dubarry
- Christina Cole − Charlotte Warren
- Stephanie Cole − panna Holt